# Parmenio Medina
Parmenio Medina Pérez (Santa Rosa de Osos, Antioquia, Colombia, 2 de enero de 1939-San Miguel de Santo Domingo, Heredia, Costa Rica, 7 de julio de 2001) fue un periodista y locutor radiofónico colombiano radicado en Costa Rica.

## Biografía
Parmenio fue conocido por denunciar diversos casos de abuso como el sucedido en la Vuelta Ciclista a Costa Rica de 1979 o el escándalo sobre importaciones de calzado deportivo en 1993. Su actividad periodística se centraba en la radio, en especial en la investigación periodística y la denuncia. Durante 28 años fue director del programa «La Patada», de corte humorístico y crítico.
A causa de su trabajo recibió amenazas de muerte por diversos grupos.[cita requerida] El 7 de julio de 2001, cuando investigaba al sacerdote Minor Calvo, dueño de una emisora de radio llamada Radio María de Guadalupe, fue asesinado en San Miguel de Santo Domingo de Heredia, a 75 metros de su casa de tres disparos, mientras conducía un auto.[cita requerida]
El 19 de diciembre de 2007, los Tribunales Costarricenses condenaron, en el juicio más largo en la historia jurídica de Costa Rica[cita requerida] al empresario Omar Chaves como autor intelectual del homicidio del periodista, y a Luis Alberto Aguirre (El Indio) como autor material, a 35 y 30 años de prisión respectivamente. Los otros seis sospechosos por el crimen de Medina, incluyendo al padre Minor Calvo, fueron absueltos.
El grupo de rock costarricense Inconsciente Colectivo compuso una canción en memoria del periodista, titulada "Nunca vencidos". El cantautor costarricense Bernardo Quesada compuso una canción "Que viva la malicia indígena", la cual hace alusión a la vida de Parmenio Medina.